# تجمع وادي بايوت (تريم)

تعديل مصدري - تعديل

تجمع وادي بايوت هي إحدى قرى عزلة تريم بمديرية تريم التابعة لمحافظة حضرموت، بلغ تعداد سكانها 19 نسمة حسب تعداد اليمن لعام 2004.